# Arsen Bagdasaryan
Arsen Bagdasaryan (Turkmenistán; 11 de junio de 1977) es un exfutbolista de Turkmenistán que jugaba en la posición de defensa.

## Carrera

### Club
| Periodo   | Club                     |
| --------- | ------------------------ |
| 1996-1998 | Köpetdag Aşgabat         |
| 1997-2005 | Nisa Asgabat             |
| 2004      | → Gazcy Gazojak (cedido) |
| 2006      | Traktor Tashkent         |

### Selección nacional
Debutó con Turkmenistán en un partido amistoso ante Estonia que terminó 1-1 en 3 de noviembre de 1999. Participó en la Copa Asiática 2004 y en los Juegos Asiáticos de 2002.

## Logros
- Ýokary Liga (4):	1998, 1999, 2001, 2003.